# Waverly (Kansas)
Waverly es una ciudad ubicada en el condado de Coffey el estado estadounidense de Kansas. En el año 2010 tenía una población de 592 habitantes y una densidad poblacional de 296 personas por km².

## Geografía
Waverly se encuentra ubicada en las coordenadas 38°23′41″N 95°36′08″O / 38.394745, -95.602354 (38.394745, -95.602354).

## Demografía
Según la Oficina del Censo en 2000 los ingresos medios por hogar en la localidad eran de $29,844 y los ingresos medios por familia eran $38,472. Los hombres tenían unos ingresos medios de $30,446 frente a los $18,571 para las mujeres. La renta per cápita para la localidad era de $15,733. Alrededor del 8.7% de la población estaban por debajo del umbral de pobreza.